# Kosuke Masutani
Kosuke Masutani (増谷 幸祐 Masutani Kōsuke?), född 1 juli 1993 i Hiroshima prefektur, är en japansk fotbollsspelare.
Masutani började sin karriär 2016 i FC Ryukyu. Han spelade 116 ligamatcher för klubben. 2019 flyttade han till Fagiano Okayama.